# Coupe d'Europe des vainqueurs de coupe masculine de handball 1990-1991
Navigation
Coupe des Coupes 1989-1990 Coupe des coupes 1991-1992
La Coupe d'Europe des vainqueurs de coupe masculine de handball 1990-1991 est la 16e édition de la Coupe d'Europe des vainqueurs de coupe masculine de handball.
Organisée par la Fédération internationale de handball (IHF), la compétition est ouverte à 26 clubs de handball d'associations membres de l'EHF. Ces clubs sont qualifiés en fonction de leurs résultats dans leur pays d'origine lors de la saison 1989-1990.
Elle est remportée par le club allemand du TSV Milbertshofen, vainqueur en finale du club espagnol du Elgorriaga Bidasoa après un arbitrage controversé lors du match retour.

## Résultats

### Premier tour
| Équipe 1                  | Score   | Équipe 2                     | Aller | Retour |
| ------------------------- | ------- | ---------------------------- | ----- | ------ |
| Initia Hasselt            | 38 – 41 | Hermes La Haye               | 18-17 | 20-24  |
| Halkbank Ankara           | 41 – 39 | GAS Archelaos Katerinis (en) | 24-17 | 17-22  |
| BK-46 Karis               | 47 – 73 | SKA Minsk                    | 23-36 | 24-37  |
| BSV Berne                 | 49 – 53 | Vogel Pumpen Stockerau       | 31-26 | 18-27  |
| KS Kielce                 | 44 – 48 | HC Baník Karviná             | 23-23 | 21-25  |
| Hapoël Ramat Gan          | 62 – 52 | SPE Strovolos Nicosie        | 28-24 | 34-28  |
| CC Ortigia Siracusa       | 40 – 47 | RK Medveščak Zagreb          | 18-25 | 22-22  |
| SC Magdebourg             | 44 – 37 | Gladsaxe HG Copenhague       | 25-16 | 19-21  |
| Sandefjord TIF            | 45 – 43 | Valur Reykjavík              | 25-21 | 20-22  |
| Girondins de Bordeaux HBC | 42 – 27 | CHEV Diekirch                | 20-13 | 22-14  |
| Elgorriaga Bidasoa        | 58 – 39 | ABC Braga                    | 28-18 | 30-21  |

### Huitièmes de finale
| Équipe 1                  | Score   | Équipe 2             | Aller | Retour |
| ------------------------- | ------- | -------------------- | ----- | ------ |
| Hermes La Haye            | 26 – 44 | TSV Milbertshofen    | 15-19 | 11-25  |
| Halkbank Ankara           | 40 – 51 | SAAB Linköping       | 24-24 | 16-27  |
| SKA Minsk                 | 46 – 54 | VAEV Bramac Veszprém | 28-27 | 18-27  |
| Vogel Pumpen Stockerau    | 45 – 41 | HC Baník Karviná     | 21-20 | 24-21  |
| RK Medveščak Zagreb       | 51 – 39 | Hapoël Ramat Gan     | 27-15 | 24-24  |
| SC Magdebourg             | 52 – 60 | Teka Santander       | 27-29 | 25-31  |
| Sandefjord TIF            | 44 – 45 | Dinamo Bucarest      | 23-20 | 21-25  |
| Girondins de Bordeaux HBC | 40 – 45 | Elgorriaga Bidasoa   | 21-20 | 19-25  |

### Quarts de finale
| Équipe 1               | Score   | Équipe 2             | Aller | Retour |
| ---------------------- | ------- | -------------------- | ----- | ------ |
| SAAB Linköping         | 35 – 43 | TSV Milbertshofen    | 19-23 | 16-20  |
| Vogel Pumpen Stockerau | 53 – 62 | VAEV Bramac Veszprém | 27-26 | 26-36  |
| Teka Santander         | 50 – 46 | RK Medveščak Zagreb  | 25-19 | 25-27  |
| Dinamo Bucarest        | 37 – 44 | Elgorriaga Bidasoa   | 20-21 | 17-23  |

### Demi-finales
| Équipe 1             | Score   | Équipe 2          | Aller | Retour |
| -------------------- | ------- | ----------------- | ----- | ------ |
| VAEV Bramac Veszprém | 35 – 38 | TSV Milbertshofen | 20-15 | 15-23  |
| Elgorriaga Bidasoa   | 46 – 44 | Teka Santander    | 22-20 | 24-24  |

### Finale
| Équipe 1           | Score   | Équipe 2          | Aller | Retour              |
| ------------------ | ------- | ----------------- | ----- | ------------------- |
| Elgorriaga Bidasoa | ?? – ?? | TSV Milbertshofen | 20-15 | 16 ou 17 - 24 ou 25 |

Finale aller
| Samedi 4 mai 1991 | Elgorriaga Bidasoa | 20 – 15 | TSV Milbertshofen | Pabellón Polideportivo Artaleku (en), Irun Affluence : 4 000 Arbitrage : Sjana, Wroblewski |
| Samedi 4 mai 1991 | Alfreð Gíslason 9  | (13-8)  | Hendrik Ochel 6   | Pabellón Polideportivo Artaleku (en), Irun Affluence : 4 000 Arbitrage : Sjana, Wroblewski |
| Samedi 4 mai 1991 | El País ABC Madrid |         |                   | Pabellón Polideportivo Artaleku (en), Irun Affluence : 4 000 Arbitrage : Sjana, Wroblewski |

| Elgorriaga Bidasoa - Gardiens de but : Miguel Ángel Zúñiga - Joueurs (20) : Alfreð Gíslason (9 dont 5 pen.), Salvador Pombar (2), Fernando Bolea (de) (1), Xabier Mikel Errekondo (1), Jesús Olalla (1), Bogdan Wenta (6), Miguel Ángel Merino, Jesús Barbón, Jesús Romero - Entraîneur : Juantxo Villarreal | TSV Milbertshofen - Gardiens de but : Jan Holpert (de) - Joueurs (15) : Rüdiger Neitzel (de) (2), Johann Sinka (3), Jens Lüdtke (2), Frank Löhr (de) (2), Michael Sahm, Hendrik Ochel (6 dont 1 pen.), Lars-Henrik Walther, Anton Stangl, Robert Wagner - Entraîneur : András Pecsenye |

Finale retour
Le score final varie selon les sources : 23-17, 24-16,,, 24-17,, 24-17 et 25-17. Il est possible que le 25e but allemand n'ait pas été accordé car après la fin du temps réglementaire (cf. vidéo du match).
| Lundi 20 mai 1991 (Pentecôte) | TSV Milbertshofen  | ?? – ?? | Elgorriaga Bidasoa | Sporthalle, Augsbourg Affluence : 3 200 Arbitrage : Jug, Jeglič |
| Lundi 20 mai 1991 (Pentecôte) | Neitzel et Ochel 7 | (11-7)  | Alfreð Gíslason 9  | Sporthalle, Augsbourg Affluence : 3 200 Arbitrage : Jug, Jeglič |
| Lundi 20 mai 1991 (Pentecôte) | ×3 ×5              |         | ×3 ×4 ×1           | Sporthalle, Augsbourg Affluence : 3 200 Arbitrage : Jug, Jeglič |

| TSV Milbertshofen - Gardiens de but : Jan Holpert (de), Stefan Kellner - Joueurs (25) : Lars-Henrik Walther (1), Rüdiger Neitzel (de) (7, ), Anton Stangl, Robert Wagner (), Johann Sinka, Jens Lüdtke (5), Klaus-Peter Heimerl, Michael Sahm (3, ), Hendrik Ochel (de) (7 dont 4 pen., ), Frank Löhr (de) (2, ) - Entraîneur : András Pecsenye | Elgorriaga Bidasoa - Gardiens de but : Miguel Ángel Zúñiga , Ricardo Zárate - Joueurs (17) : Alfreð Gíslason (9 dont 3 pen.), Francisco Javier de la Haza, Miguel Ángel Merino, Salvador Pombar (2, ), Bogdan Wenta (2, ), Jesús Olalla (3), Jesús Barbón, Fernando Bolea (de) (1), Jesús Romero, Marco Boronat, Xabier Mikel Errekondo () - Entraîneur : Juantxo Villarreal |

Lors de la finale retour, l'arbitrage des Yougoslaves Štefan Jug, Herbert Jeglič a été jugé partial par plusieurs médias espagnols,,,,. À noter que cette paire arbitrale sera malgré tout retenue pour les Jeux olympiques de Barcelone un an plus tard.